# Biker Boyz
Biker Boyz (Biker Boyz) è un film del 2003 diretto da Reggie Rock Bythewood, con protagonista Derek Luke.

## Trama
Kid è un ragazzo da sempre desideroso di diventare un vero biker; dopo la morte del padre, investito da una moto fuori controllo durante una gara, decide di mettere su un proprio gruppo di motociclisti.
Insieme ad altri due ragazzi, Primo e Stuntman, formerà i Biker Boyz, un gruppo di motociclisti spericolati e spregiudicati. Sulla sua strada troverà però Smoke, carismatico Re della California, corridore praticamente imbattibile, nonché suo padre naturale...

## Moto dei protagonisti
- Smoke: Suzuki GSX-R Hayabusa del fucsia e argento
- Kid: Suzuki GSX-R 750 del 2000 gialla
- Chu Chu: Yamaha R1 arancione
- Stuntman: Yamaha R1 del 2000 argento
- Primo: Ducati 996R rossa e oro
- Ringhio: Kawasaki Ninja ZX-12R del 2000 nera

## Riprese
Per le riprese del film sono stati coinvolti numerosi club motociclistici reali quali i Valiant Riders, i Black Sabbath, gli G-Zer Tribe, i Ruff Ryders, i Soul Brothers, i Total Package, i Chosen Few, i Rare Breed, i Brothers of the Sun, le Sisters of the Sun, Deuces e i Black Sabbath New Breed.

## Curiosità
- Gunfighter: The Legend of Jesse James è il nome del videogioco dove Kid gioca insieme al fratellino.